# Yoseikan Budo
El Yoseikan Budo (養 正 館 武 道) es un arte marcial creado por el maestro Hiroo Mochizuki, noveno dan de Karate, octavo dan de Aikidō, octavo dan de Jujitsu, séptimo dan de Iaidō y tercer dan de Judo, a partir de sus estudios en estas artes marciales orientales, y la práctica del boxeo y savate occidentales.

## Historia
El Yoseikan Budo fue creado en los años 1960 por Hiroo Mochizuki (1936 - ), hijo del meijin (gran maestro) Minoru Mochizuki. Hiroo empezó el aprendizaje de las artes marciales cuando tenía 7 años, aprendiendo kendō con su padre. El maestro Hiroo Mochizuki aprendió varias artes marciales orientales como: Aikidō, Jujitsu, Iaidō, Judo, Kendō y Karate (estilos Shotokan y Wado ryu). Asimismo practicó asiduamente boxeo y savate.
Una de las principales causas de que Hiroo creara su arte marcial fue el descubrimiento y desarrollo de la potencialidad de la llamada teoría de la Onda de choque, mediante la cual simplifico los principios de las diferentes disciplinas estudiadas, estructurándolas bajo un solo formato, mucho más moderno, competitivo y vistoso.
Es interesante notar que el Yoseikan Budo aunque maneja grados, no usa los cinturones o cintas de colores para diferenciarlos. Sino un solo modelo de uniforme para todos sus practicantes, a similitud del arte marcial moderno de la espada japonesa o Kendo.

## Currículo técnico
El Yoseikan Budo incluye la práctica de los siguientes:
- Yoseikan Aiki
- Yoseikan Karate
- Yoseikan Goshin Jutsu
- Yoseikan Iaido
- Yoseikan Kenjutsu
- Yoseikan Kobudo
- Yoseikan Kempo (de origen mongol, más que chino)
- yoseikan Kickboxing

## Genealogía
| Maestro          | Fechas    | Arte            |
| ---------------- | --------- | --------------- |
| Saigō Tanomo     | 1829-1905 | Oshikiushi      |
| Takeda Sokaku    | 1860-1943 | Aiki jujutsu    |
| Morihei Ueshiba  | 1883-1969 | Aikidō          |
| Minoru Mochizuki | 1907-2003 | Yoseikan Aikido |
| Hiroo Mochizuki  | 1936-     | Yoseikan Budo   |